# نقل مستدام

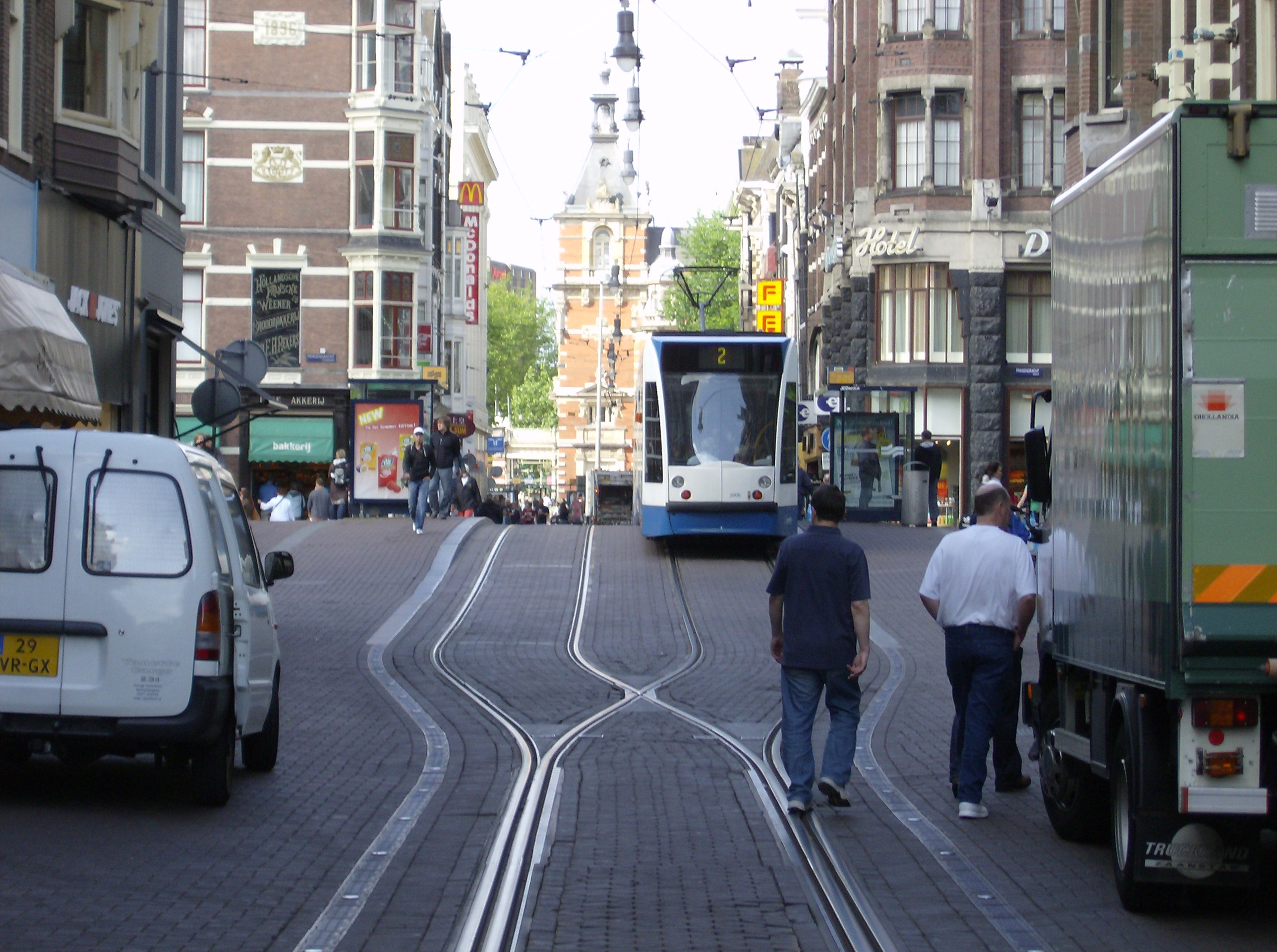
النقل المستدام هو عنوان فرعي من : الاستدامة

النقل المستدام (أو وسائل النقل الخضراء) هو مفهوم يشير إلى أي وسيلة نقل ذات تأثير منخفض على البيئة، ويشمل النقل غير الميكانيكي، والمشي وركوب الدراجات وتنمية العبور (transit oriented development)، والمركبات الخضراء (green vehicles)، ومشاركة السيارات (CarSharing)، وبناء أو حماية أنظمة النقل في المناطق الحضرية ذات الكفاءة في استهلاك الوقود (fuel-efficient)، وحفظ المساحة وتعزيز أنماط الحياة الصحية.
ان نظم النقل المستدام تقدم مساهمة إيجابية للاستدامة البيئية الاجتماعية الاقتصادية والمجتمعات المحلية التي تخدمها. وجدت نظم النقل لتوفير الصلات الاجتماعية والاقتصادية، عندها سيأخذ الناس الفرص التي تتيحها زيادة التنقل بسرعة. ومزايا زيادة التنقل تحتاج إلى موازنة التكاليف البيئية والاجتماعية والاقتصادية التي تشكل نظم النقل.
ان نظم النقل لها تأثيرات هامة على البيئة، وهو ما يمثل ما بين 20٪ و 25٪ من استهلاك العالم من الطاقة وانبعاثات ثاني أكسيد الكربون. كما ان انبعاثات غازات الدفيئة من قطاع النقل تتزايد بمعدل أسرع من أي قطاع من القطاعات الأخرى المستخدمة للطاقة. ويعد النقل البري مساهما رئيسيا في تلوث الهواء المحلي والضباب الدخاني أيضا.
اما بالنسبة للتكاليف الاجتماعية للنقل تشمل حوادث الطرق وتلوث الهواء وقلة النشاط البدني، والوقت الضائع من الاسر والافراد في التنقل وبالإضافة للتعرض إلى ارتفاع أسعار الوقود. كما ان هذه الآثار السلبية تقع على تلك الفئات الاجتماعية التي تمتلك فرص أقل في امتلاك وقيادة السيارات. ان الاختناقات المرورية تفرض بعضا من التكاليف الاقتصادية من مثل إضاعة وقت الشعب، وتباطؤ وصول السلع والخدمات.
تهدف خطط النقل التقليدي إلى تحسين القدرة على الحركة (mobility) خاصة بالنسبة للسيارات لكن قد تفشل في استيعاب الاثر الأوسع لها. ولكن الغرض الحقيقي من النقل هو الوصول - إلى العمل ومكان التعليم والسلع والخدمات، والأهل والأصدقاء – في المقابل هناك وجود لتقنيات مجربة تحسن الوصولية وتقلل من الآثار البيئية والاجتماعية في الوقت ذاته كما وتدير الاختناقات المرورية، ان المجتمعات التي تعزز استدامة شبكات النقل الخاصة بها بنجاح تعد جزءا من برنامج واسع لخلق مدن مستدامة أكثر حيوية وملائمة للعيش.

## المفهوم
جاء مصطلح النقل المستدام كمفهوم نابع من التنمية المستدامة، وقد استخدم لوصف وسائل النقل، ونظم التخطيط والنقل، والتي تتفق مع اهتمامات أوسع للاستدامة. وهناك تعاريف كثيرة للنقل المستدام، اوالمصطلحات ذات الصلة بها كوسائل النقل المستدامة والتنقل المستدام.أحد هذه التعاريف كما يعرفه مجلس وزراء الاتحاد الأوروبي للنقل هو كما يلي:
ان يسمح بوصولية وتلاقي احتياجات الأفراد والشركات والمجتمع بشكل آمن وبطريقة تتفق مع صحة الإنسان والبيئة، وتعزيز المساواة داخل وبين الأجيال المتعاقبة.
•ان يكون بأسعار معقولة، ويعمل بنزاهة وكفاءة، وان يقدم خيارات في اختيار واسطة النقل، وان يدعم الاقتصاد المنافس والتنمية الإقليمية المتوازنة.
• ان يحد من الانبعاثات والنفايات ضمن قدرة الكوكب على استيعابها، وان يستخدم الموارد المتجددة بمعدلات إنتاجها أو أقل، وان يستخدم الموارد غير المتجددة بمعدلات تنمية بدائل الطاقة المتجددة أو أقل، مع تقليل الأثر على استخدام الأراضي واصدار الضوضاء.

## التاريخ

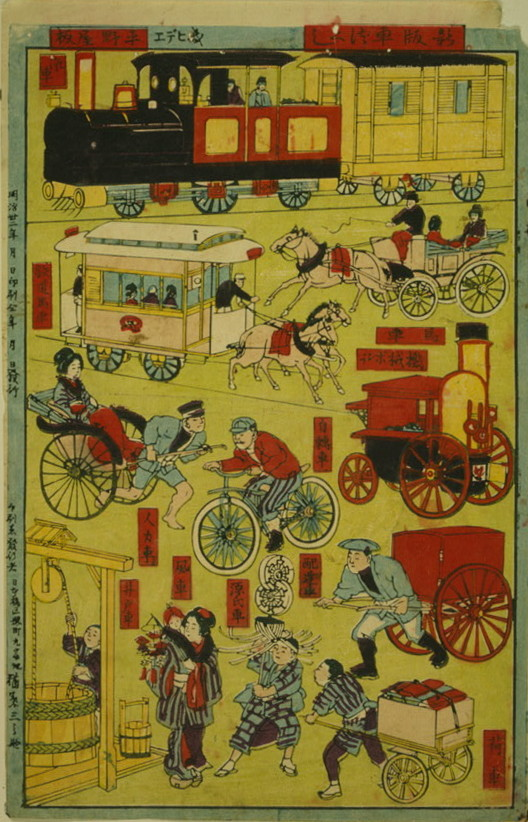
طباعة 1889 ومن اليابانية تظهر أشكال مختلفة من وسائل النقل

معظم أدوات ومفاهيم النقل المستدام وضعت قبل صياغة عبارة «الاستدامة». فالمشي هو أول وسيلة وهو أيضا الأكثر استدامة. اما وسائل النقل العام يعود تاريخها إلى اختراع حافلة للنقل العام من قبل باسكال بليس في عام 1662. وبدأ ركوب الترام في عام 1807 والسكك الحديدية التي تختص بنقل الركاب في عام 1825. اما الدراجات الهوائية تعود إلى القرن 1860. وكانت هذه هي الخيارات الوحيدة المتاحة لوسائل النقل لمعظم الناس في الدول الغربية قبل الحرب العالمية الثانية وبقيت الخيارات الوحيدة بالنسبة لمعظم الناس في العالم النامي. اما نقل البضائع فكان عن طريق القوة البشرية وقوة الحيوان أو السكك الحديدية.
جلبت سنوات ما بعد الحرب زيادة الثروة والطلب عاى التنقل للأشخاص والبضائع. بحيث ان عدد المركبات على الطرق في بريطانيا ازداد خمسة اضعاف بين عامي 1950 و 1979 مع اتجاهات مماثلة في دول غربية أخرى
قامت معظم البلدان والمدن الأكثر ثراء بالاستثمار المكثف في مجال الطرق الكبيرة وجيدة التصميم وكذلك الطرق السريعة التي تعتبر ضرورية لتعزيز النمووالازدهار.
أصبح تخطيط النقل فرع من فروع الهندسة المدنية، التي سعت لتصميم الطرق بسعة كافية لتكون عند المستوى المتوقع لنمو الحركة المرورية بحيث تكون مستويات الازدحام المروري مقبولة وهذه تقنية تسمى «التنبؤ والتقدم» ان.الاستثمار العام في مجال العبور والتنقل، والمشي وركوب الدراجات انخفض بشكل كبير في الولايات المتحدة وبريطانيا وأستراليا، على الرغم من أن هذا لم يحدث بالقدر نفسه في كندا أو أوروبا القارية.
وأصبح الاهتمام بشأن استدامة هذا النهج على نطاق واسع خلال أزمة النفط عام 1973 وأزمة الطاقة عام 1979. كما أدى ارتفاع التكاليف ومحدودية توافر الوقود إلى تجديد الاهتمام في البدائل كاستخدام المركبات التي تتسع لشخص واحد.
ابتكارات النقل التي يرجع تاريخها إلى هذه الفترة تشمل الممرات عالية الإشغال بالمركبات، ونظم مرافقي الطريق على مستوى المدينة وإدارة الطلب على النقل. نفذت سنغافورة تسعير الازدحام في أواخر 1970s، وكوريتيبا بدأت بتنفيذ نظام النقل السريع بالحافلات في أوائل 1980s.
. وبشكل مترابط أدى استقرار وانخفاض أسعار النفط في الفترة من 1980 و 1990 إلى زيادات كبيرة في التنقل باستخدام السيارة من 1980-2000 بشكل مباشر على حد سواء لأن الناس اختاروا السفر بالسيارة لقطع المسافات الكبيرة وبشكل غير مباشر لأن المدن استحدثت مساحات من الضواحي للسكن بعيدا عن المتاجر وأماكن العمل التي يشار إليها الآن باسم الزحف العمراني ان الاتجاهات في مجال الخدمات اللوجستية للشحن التي تتضمن الانتقال من استخدام السكك الحديدية والنقل البحري الساحلي إلى الشحن البري ووجود الحاجة إلى تسليم البضائع في وقتها المحدد، تعني ان حركة الشحن نمت بشكل أسرع من حركة مرور السيارات.
في الوقت نفسه ان الأسس الأكاديمية ل«التنبؤ والتقدم» تم استجوبها من قبل بيتر نيومان في مجموعة من الدراسات المقارنة للمدن وشبكات النقل الخاصة بهم التي يرجع تاريخها إلى منتصف 1980s.
ان الورقة البيضاء للحكومة البريطانية التي تختص بالنقل حققت تغييرا في اتجاه تخطيط النقل في المملكة المتحدة. وفي المقدمة للكتاب الأبيض، قال رئيس الوزراء البريطاني توني بلير نحن ندرك أننا لا نستطيع أن نبني طريقا خارج المشاكل التي نواجهها ببساطة. هذا سيكون غير مسؤول بيئيا- ولن ينجح.
وكوثيقة مصاحبة للورقة البيضاء تسمى «أذكى الخيارات» قامت ببحث إمكانية توسيع نطاق مبادرات النقل المستدام الصغيرة والمتناثرة التي وقعت بعد ذلك في جميع أنحاء بريطانيا، وخلصت إلى أن التطبيق الشامل لهذه التقنيات يمكن أن يقلل من فترة ذروة تنقل السيارة في المناطق الحضرية أكثر من 20٪.
استطاعت دراسة مماثلة من قبل الإدارة الفيدرالية للطرق السريعة في الولايات المتحدة، التي اصدرت أيضا في عام 2004 ان تخلص إلى أن اتباع نهج أكثر استباقية للطلب على النقل كان عنصرا هاما من إستراتيجية النقل الوطنية الشاملة

## النقل المستدام بيئيا

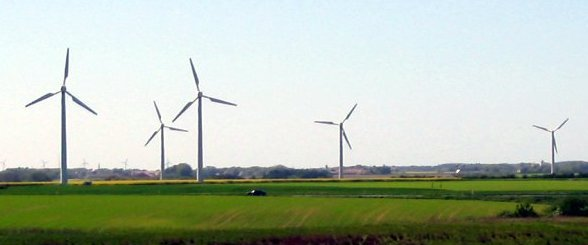
الطاقة المستدامة

تعد نظم النقل من المصادر الرئيسية لغازات الدفيئة، المسؤولة عن 23٪ من انبعاثات غازات الدفيئة في العالم في عام 2004، مع حوالي ثلاثة أرباع قادمة من مركبات الطريق. حاليا 95٪ من طاقة النقل تأتي من النفط. ويتم استهلاك الطاقة في الصناعة فضلا عن استخدام المركبات، والتي تتجسد في البنية التحتية للنقل من مثل الطرق والجسور والسكك الحديدية.
تمتلك أكبر المدن في العالم شيء واحد مشترك، وهو الوحدة الوطنية. حيث انها تمتلك سكان يهتمون حقا ببعضهم البعض وبالمناطق المحيطة بهم. وهم يتوحدون معا من أجل خلق شيء للأفضل. مدن من مثل نيو أورليانز ونيويورك وشيكاغو جميعها يفتخر المقيمين على يها بانهم منها ويرغبون في رؤية مدينتهم تزدهر باستمرار ولذلك فإن المفتاح لازدهار المدينة هو الوحدة الوطنية. ومن أجل خلق الوحدة الوطنية هناك حاجة لان نكون شيء يمكن للمجتمع أن يفخر به.
تمتلك مدينة نيويورك حديقة مركزية (Central Park)، وسان فرانسيسكو لديها حديقة غولدن غيت (Golden Gate Park) وتمتلك شيكاغو غرانت بارك (Grant Park) هذه المدن جميعها تمتلك شعور قوي جدا من الانسجام. هذا ينبغي أن يكون ككمية وافرة من الأدلة لإثبات أن إنشاء حديقة المدينة يخلق مجتمع وحدوي الذي بدوره، يؤدي إلى إنشاء مدينة مزدهرة. قد أصبحت المساحات محدودة مع الاستمرار في توسيع المدن، لكن مع إضافة الحدائق العامة والمناطق الترفيهية، فان المجتمع سيجتمع مع بعضه البعض عندها سيحصل المجتمع على شيء يمكن الفخر به، وكذلك إعطاء المقيمين المكان الذي يشجعهم على الاختلاط والتفاعل مع بعضهم البعض. «عندما يكبر الأطفال في السن، فان هذا النشاط العرضي في الهواء الطلق، سيقول، في الوقت الذي كنا ننتظر فيه لان ندعى إلى تناول الطعام - سيصبح أقل تعاليا، جسديا وسيستلزم التسكع مع الآخرين أكثر، بتحجيم الناس، والمزح، والحديث، والدفع، والتدافع واصدارالضجيج والمراهقين هم دائما الأكثر عرضة للانتقاد لهذا النوع من التسكع، لكنه يصعب عليهم أن ينمو من دونه. تكمن المشكلة عندما لا يتم ذلك داخل المجتمع، ولكن كشكل من أشكال الحياة الخارجة عن القانون». هذا ما قالته جين جاكوبس في كتابها الموت والحياة في المدن الاميركية الكبرى. لذلك فان الحدائق العامة توفر فرصة للمجتمع لمعرفة الطبيعة والتفاعل معها بدلا من التسكع، كم انها تعطي المدينة خضرة ونظرة اوضح.
تمتلك مدينة نيويورك أكثر من 5900 حافلة مذهلة مع أكثر من 2690000 راكب في كل يوم من أيام الأسبوع (الإحصاء لمدينة نيويورك). إلا أن الشبكات المحلية، من جهة أخرى فان 90 في المئة من سكانها يركبون السيارات الخاصة. حيث ان حافلة واحدة من الناس أكثر كفاءة من سيارة بشخص واحد بما يقارب ست مرات. (وينر، إدوارد). يوضح ان اتخاذ وسائل النقل العامة يوفر على الأسرة المتوسطة أكثر من 6000 $ في نفقات السيارات سنويا (معهد فيكتوريا للتخطيط النقل).
يمكن لممر شارع ميشيغن تبني هذه الفكرة بسهولة، وبذلك فهو يساعد في خفض معدل البطالة أيضا. أسطول الولايات المتحدة من الشاحنات الخفيفة والمركبات يساهم بما يزيد قليلا على خمس إجمالي انبعاثات غاز ثاني أكسيد الكربون في الولايات المتحدة (المجلس الوطني للبحوث).
انه بوضع المزيد من مواقف الحافلة على طول الممر والطريق وبتقديم تشكيلة واسعة من خطط الركوب، يمكننا تغيير المشكلات الصحية المتزايدة التي تأتي من استخدام السيارات والشاحنات وعربات النقل. حوادث المرور لا تزال واحدة من أكبر أسباب وفيات وحالات العجز للأشخاص الذين تتراوح أعمارهم بين 1-44 سنة (اللجنة المختصة بالأداء السام لمحركات السيارات التي تعمل على وقود الأكسجين، المجلس القومي للبحوث).
ان النقل العام أكثر أمانا ب 170 مرة من الركوب في السيارة (سلامة السائق). وقد تم تقريره في نيويورك لكل 10000 راكب يترك سياراته في منزله ويذهب إلى خدمة النقل العام الحالي لمدة سنة واحدة، في نهاية المطاف يتم توفير نحو 2.7 مليون غالون من البنزين (جمعية النقل العامة الأميركية).
وقد أثبت الاستخدام المستمر للحافلات في النقل في مدينة نيويورك المساعدة في كل جانب من الجوانب القائمة. إذا كانت الشبكات المحلية تؤسس موقفا جادا للحافلات وتساعد على تطوير المزيد من الحالات التي تمكن الناس من الركوب في الحافلة بدلا من قيادة سياراتهم الخاصة، فإن التغييرات قد تكون هائلة. ممر شارع ميشيغن هو المكان المثالي لتطبيق هذه الخطة، فيساعد على تقليص استخدام الفرد من السيارات.
عندما نحاول حل مشاكل النقل في المناطق الحضرية هناك العديد من الحلول الممكنة، ولكن أكبرها هو "تحسين وسائل النقل العام" (أسماء آيت Boubkr، Gaboune إبراهيم، واستيف Avel لى "بلاسكو). مدينة نيويورك هي من تعطينا الأرقام والأمثلة على ذلك، ومن اللازم الآن تنفيذ هذه الآراء في ممر شارع ميشيغن.
يمكن الحد من الآثار البيئية للنقل عن طريق تحسين المشي وركوب الدراجات الهوائية في المدن، وبتعزيز دور وسائل النقل العام والسكك الحديدية وخاصة الكهربائية.
وتستقصد المركبات الخضراء ان يكون لها تأثير أقل على البيئة من ما يماثلها المركبات، على الرغم من أنه عندما يتم تقييم الأثر البيئي للسيارة على كامل دورة الحياة هذا قد لا يكون هذا هو الحال.تمتلك تكنولوجيا السيارات الكهربائية القدرة على الحد من نقل انبعاثات CO2، اعتمادا على الطاقة الواردة من السيارة ومصدر الكهرباء. السيارات الهجينة، التي تستخدم محرك الاحتراق الداخلي إلى جانب المحرك الكهربائي لتحقيق أفضل كفاءة في استهلاك الوقود من محرك الاحتراق العادي، هي بالفعل شائعة. كما يستخدم الغاز الطبيعي كوقود للنقل أيضا. لكن الوقود الحيوي هوالتكنولوجيا الأقل شيوعا، والأقل تبشيرا، وحققت البرازيل 17٪ من احتياجاتها من وقود النقل من الوقود الحيوي في عام 2007، إلا أن منظمة التعاون والتنمية قد حذرت من أن نجاح الوقود الحيوي في البرازيل كان بسبب ظروف محلية محددة؛ دوليا، ومن المتوقع أن يكون لها تأثير ضئيل أو لا يكون على الانبعاثات المسببة للاحتباس الحراري، وبتكلفة أعلى بكثير من تدابير كفاءة استخدام الطاقة.
في الواقع هناك سلم متحرك للنقل الأخضر اعتمادا على استدامة هذا الخيار. السيارات الخضراء هي أكثر كفاءة في استهلاك الوقود، لكن وفقط بالمقارنة مع السيارات القياسية، ولكنها ما زالت تسهم في ازدحام حركة المرور وحوادث الطرق. ان شبكات النقل العام جيدة الرعاية تعتمد على استخدام حافلات الديزل التقليدية التي تستخدم كميات أقل من الوقود لكل راكب من السيارات الخاصة، وهي أكثر أمانا بشكل عام وتستخدام كميات أقل من مساحة الطريق من السيارات الخاصة.
ان مركبات النقل العام الخضراء بما في ذلك القطارات الكهربائية وعربات الترام والحافلات الكهربائية تجمع بين مزايا السيارات الخضراء مع تلك الخيارات التي يقدمها النقل المستدام. كما ان خيارات النقل الأخرى ذات الأثر البيئي المنخفض جدا هي ركوب الدرجات وغيرها من السيارات التي تعمل بالطاقة البشرية، ونقل الحيوان. لكن خيار النقل الأخضر الأكثر شيوعا، والاقل تأثيرا على البيئة هو المشي.

## النقل والاستدامة الاجتماعية

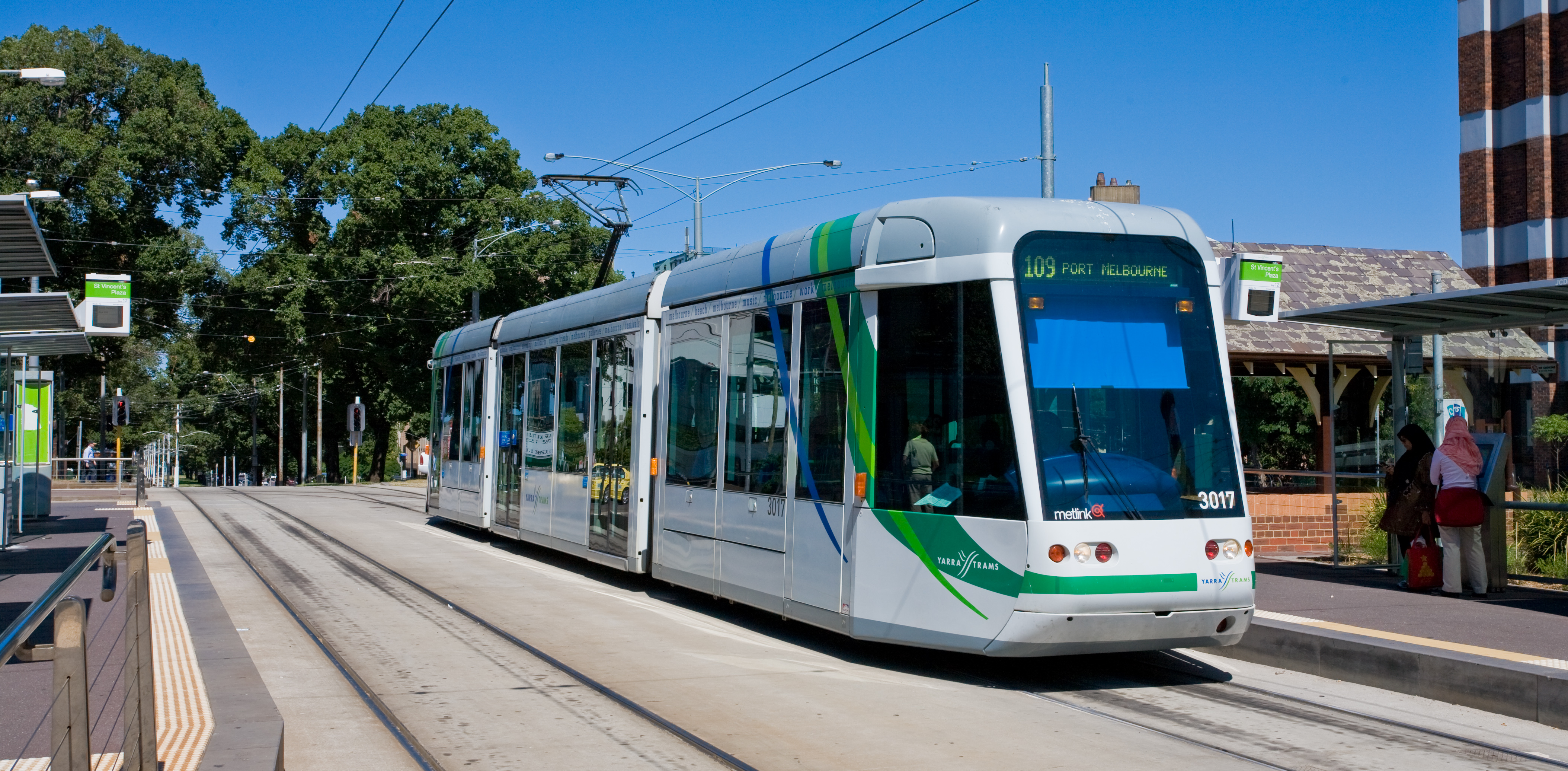
استخدام الحافلة في ملبورن أستراليا

شهدت المدن المفرطة في استخدام الطرق عواقب غير مقصودة، ارتبطت بقطرات جذرية في وسائل النقل العام، والمشي، وركوب الدراجات.وفي كثير من الحالات، أصبحت الشوارع خالية من «الحياة». المتاجر والمدارس والمراكز الحكومية والمكتبات ابتعدت عن المدن المركزية، والسكان الذين لم يفروا إلى الضواحي شهدوا الحد من الكثير من المساحات العامة والخدمات العامة.
كما أغلقت المدارس الخاصة واستبدلت بمدارس عملاقة في المناطق النائية أدى هذا إلى حركة مرورية إضافية؛. ان عدد السيارات على الطرق في الولايات المتحدة من الساعة 7:15 حتي 8:15 صباحا يزيد بنسبة 30٪ خلال العام الدراسي.
وهناك اثر اخر الا وهو زيادة نمط العيش المستقر، مما تسبب في تعقيد وباء وطني الا وهو السمنة، ويرافق ذلك ازدياد تكاليف الرعاية الصحية بشكل كبير.

## المدن والنقل المستدام

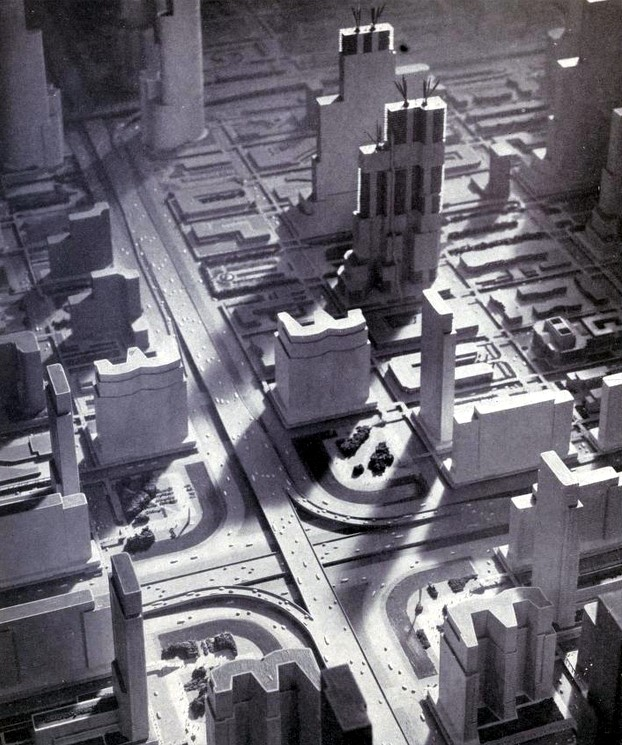
فوتثرما، هو معرض عرض في عام 1939 في نيويورك، تمت رعايته من قبل جنرال موتورز وقد أظهر رؤية لمدينة غد.

تتشكل المدن بواسطة أنظمة النقل الخاصة بها. في كتاب المدينة في التاريخ، لويس مومفورد، وثق كيف ان شكل الموقع وتخطيط المدن كان حول مركز يمكن المشي فيه، غالبا ما يقع بالقرب من ميناء أو ممر المائي، ومع ضواحي يمكن الوصول إليها عن طريق النقل أو حيوان، وفي وقت لاحق، عن طريق السكك الحديدية أو خطوط الترام.

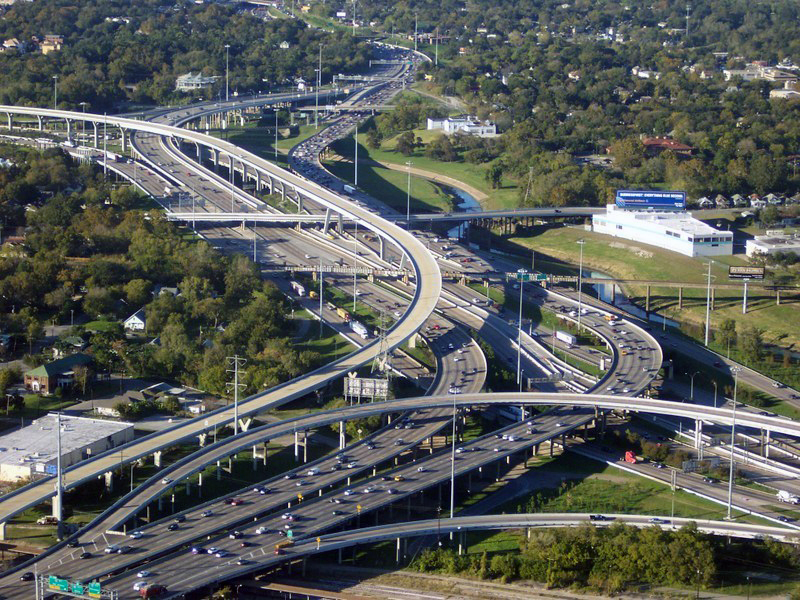
الطريق السريع 10 والطريق السريع 45 بالقرب من وسط المدينة هيوستن، تكساس

في عام 1939، شمل معرض نيويورك الدولي نموذج لمدينة متخيلة، بنيت حول نظام النقل القائم على سيارة. في هذا «العالم أكبر وأفضل في الغد»، وتم فصل المناطق السكنية والمناطق التجارية والصناعية، وناطحات السحاب تلوح في الأفق عبر شبكة من الطرق السريعة في المناطق الحضرية.قبضت هذه الأفكار على المخيلة الشعبية، وأثرت على تخطيط المدن من 1940s إلى 1970s. [25]
أدت شعبية السيارة في حقبة ما بعد الحرب إلى تغييرات كبيرة في هيكل ووظيفة المدن. وكان هناك بعض المعارضة لهذه التغييرات في ذلك الوقت. كتابات جين جاكوبس، ولا سيما الموت والحياة في المدن الاميركية الكبرى بمثابة تذكرة مؤثرة عن ما فقد في هذا التحول، وسجل لجهود المجتمع لمقاومة هذه التغييرات.
تساءل لويس مومفورد «هل هي مدينة للسيارات أو للناس؟» دونالد Appleyard وثق عواقب المجتمعات من زيادة مرور السيارات في «وجهة نظر من الطريق» (1964) وفي المملكة المتحدة، ماير هيلمان نشرت للمرة الأولى البحث في تأثيرات حركة المرور على التنقل المستقل للطفل في عام 1971.
على الرغم من هذه الملاحظات في الاتجاهات التي تحذر من ملكية السيارة، واستخدامها واستهلاك الوقود الا انها استمرت
بشكل حاد تصاعدي طوال فترة ما بعد الحرب.
لم يقم تيار تخطيط النقل الأساسي في أوروبا على أساس الافتراضات التي تقتضي بأن السيارة الخاصة هو الحل الأفضل أو الوحيد للتنقل في المدن. على سبيل المثال مخطط بنية النقل الهولندية منذ 1970s تحتاج طلب السعة الإضافية للمركبة فقط أن تتحقق «في حال ان المساهمة في تحقيق الرفاه الاجتماعي هو شيء إيجابي»، ومنذ عام 1990 تم شمل هدف واضح في خفض معدل النمو في حركة مرور السيارات.
بعض المدن خارج أوروبا أيضا ربطت النقل بالاستدامة وبتخطيط استخدام الأراضي، ولا سيما كوريتيبا، والبرازيل، وبورتلاند، وأوريغون، وفانكوفر، وكندا.

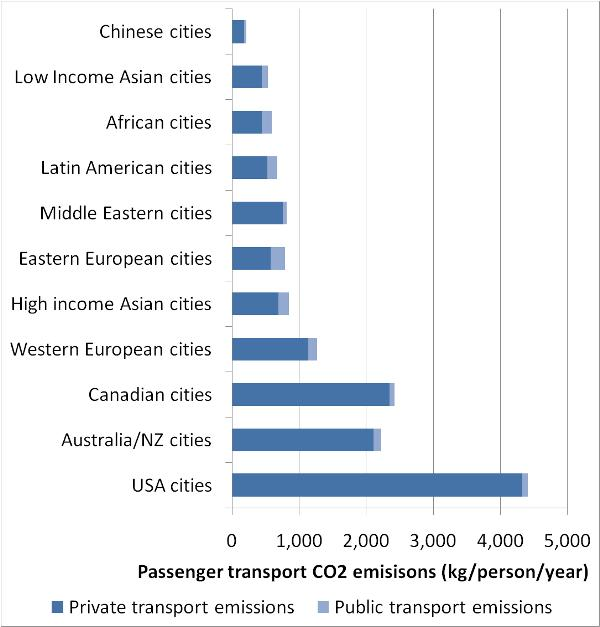

تختلف انبعاثات غازات الدفيئة من قطاع النقل بشكل واسع، حتى بالنسبة للمدن ذات الثروات المختلفة. مصدر: UITP، التنقل في قاعدة بيانات المدن
هناك اختلافات كبيرة فيما يخص استهلاك الطاقة في قطاع النقل بين المدن، في المتوسط سكان الولايات المتحدة يستخدمون الطاقة للنقل سنويا أكثر ب 24 مرة من القطاع الخاص المقيم في المدن الصينية، وبما يقارب أربعة أضعاف سكان الحضر الأوروبي. لا يمكن تفسير هذه الاختلافات من ناحية الثروة وحدها، بل ترتبط ارتباطا وثيقا بمعدلات ركوب الدراجات، والمشي، واستخدام النقل العام، وبالملامح الثابتة في المدينة بما في ذلك كثافة المدن والتصميم الحضري.
تعد المدن والدول التي استثمرت بشكل مكثف في أنظمة النقل التي تقوم على استخدام السيارة هي الأقل استدامة بيئيا، وذلك حسب نصيب الفرد من استخدام الوقود الأحفوري. كما تم التساؤل عن الاستدامة الاجتماعية والاقتصادية للسيارة.يقوم سكان المدن المترامية الأطراف داخل الولايات المتحدة، برحلات أكثر تواترا وأطول باستخدام السيارة، في حين أن سكان الأحياء الحضرية التقليدية يقوم بعدد مماثل من الرحلات، ولكن لمسافات أقصر، فيمشون ويركبون الدرجات يستخدمون النقل في كثير من الأحيان. لقد تم حساب أن سكان نيويورك يوفرون 19 مليار دولار سنويا لمجرد امتلاك عدد أقل من السيارات والقيادة بأقل من المتوسط الاميركي.
اعتمدت المفوضية الأوروبية خطة العمل على التنقل في المناطق الحضرية في 2009/9/30 عن التنقل الحضري المستدام. ستقوم المفوضية الأوروبية بإجراء مراجعة لتنفيذ خطة العمل في العام 2012، وسيتم تقييم مدى الحاجة لمزيد من العمل. في عام 2007، استطاع 72٪ من سكان أوروبا العيش في المناطق الحضرية، والتي هي مفتاح النمو والعمالة.
تحتاج المدن لنظم فعالة للنقل لدعم اقتصادها ورفاهية سكانها. يتم توليد حوالي 85٪ من الناتج المحلي الإجمالي للاتحاد الأوروبي في المدن. تواجه المناطق الحضرية اليوم التحدي المتمثل في جعل النقل مستدام في البيئة (CO2، وتلوث الهواء والضوضاء) والقدرة على المنافسة (ازدحام) ومعالجة الاهتمامات الاجتماعية. وتتراوح هذه الحاجة إلى التصدي للمشاكل الصحية، والاتجاهات الديموغرافية، وتعزيز التماسك الاقتصادي والاجتماعي مع الأخذ في عين الاعتبار احتياجات الأشخاص من ذوي الاحتياجات الخاصة والعائلات والأطفال.

## سياسات واحكام النقل المستدام

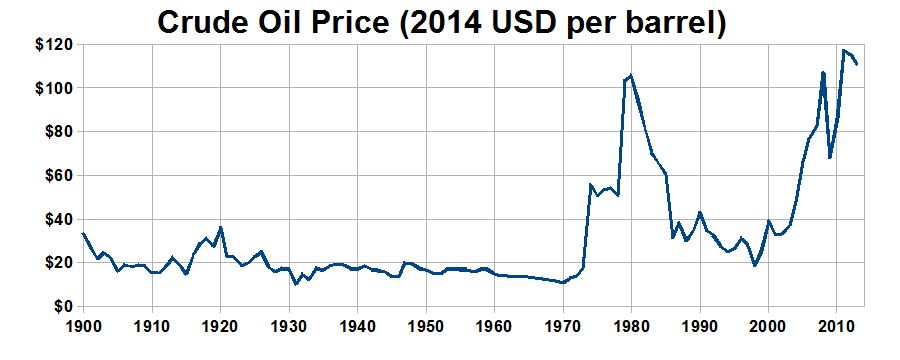
اتجاه سعر النفط، 1939-2007، الاسمية والمعدلة للتضخم على حد سواء.

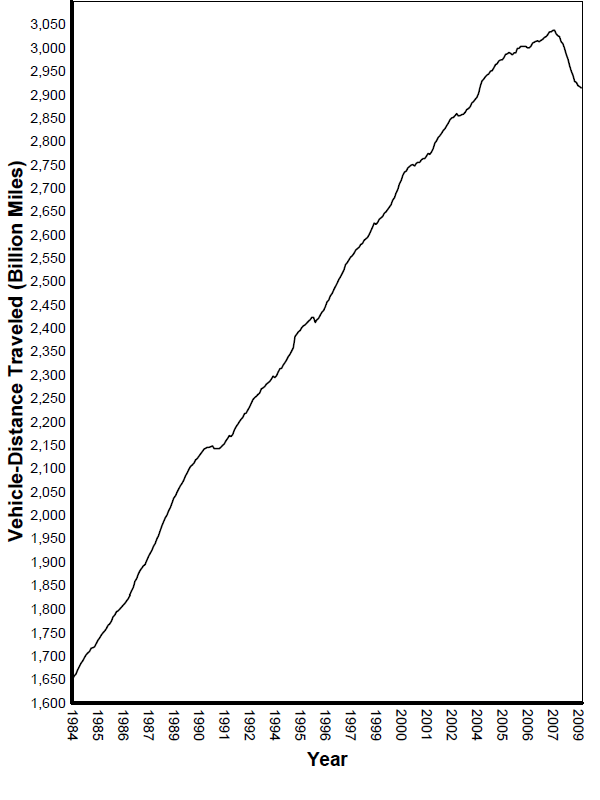
سفر السيارات بالكيلومتر في الولايات المتحدة حتى مارس 2009

تحمل سياسات النقل المستدام التأثير الأكبر على الصعيد المدينة. خارج أوروبا الغربية، والمدن التي شملت باستمرار الاستدامة باعتبارها موضع اهتمام رئيسي في مجال النقل وتخطيط استخدام الأراضي وتشمل كوريتيبا، والبرازيل، وبوغوتا، وكولومبيا؛ وبورتلاند، واوريغون، وفانكوفر، وكندا. ولاية فيكتوريا، وأستراليا تم تمرير التشريع في عام 2010 - قانون تكامل النقل - لإجبار وكالات النقل للنظر في قضايا الاستدامة بما في ذلك نشاط آثار تغير المناخ في التخطيط والنقل، والسياسات والعمليات
وقد اعترفت العديد من المدن الأخرى في جميع أنحاء العالم على الحاجة إلى ربط سياسات الاستدامة وسياسات النقل، من خلال الانضمام إلى المدن من أجل حماية المناخ على سبيل المثال.

## المجتمع والعمل على مستوى القاعدة
النقل المستدام هو في الأساس حركة شعبية، وان كانت تعتبر ذات أهمية على مستوى المدينة، والوطنية والدولية.
في حين أنها بدأت كحركة تقودها الاهتمامات البيئية، على مدى هذه السنوات الأخيرة ازداد التركيز على العدالة الاجتماعية وقضايا العدالة، وبشكل خاص على الحاجة إلى ضمان الوصول المناسب والخدمات للفئات ذات الدخل المنخفض والأشخاص الذين يعانون من القيود المفروضة على التنقل، بما في ذلك النمو السكاني سريع للمواطنين المسنين. معظم الناس يتعرضون لضجيج المركبات والتلوث وخطرسلامة أولئك الذين لا يملكون مركبات، أو لا يمكنهم قيادة السيارات، وأولئك الذين يرون ان تكلفة ملكية سيارة تسبب عبئا مالية حادة.
بدأت منظمة Greenxc في عام 2011 حملة توعية وطنية في الولايات المتحدة لتشجيع الناس على تقاسم الركوب (carpool) عبر البلد مع التوقف في أكثر من وجهة من الوجهات المختلفة على طول الطريق وتوثيق سفرهم من خلال لقطات فيديو، والتصوير الفوتوغرافي. تقاسم الركوب يقلل من انبعاثات الكربون بنسبة الفرد عندما يسمح للناس باستخدام سيارة واحدة بدلا من استخدام الجميع لسيارات فردية.
الاتجاهات الحديثة
ازداد السفر بالسيارة بشكل مطرد طوال القرن العشرين، ولكن الاتجاهات منذ عام 2000 كانت أكثر تعقيدا. وقد تم ربط ارتفاع أسعار النفط في الفترة من 2003 إلى حدوث انخفاض في نصيب الفرد من استهلاك الوقود للتنقل بسيارته الخاصة في الولايات المتحدة الأمريكية، وبريطانيا وأستراليا. في عام 2008، وانخفض الاستهلاك العالمي للنفط بنسبة 0.8٪ بشكل عام، مع انخفاض كبير في الاستهلاك في أمريكا الشمالية وأوروبا الغربية، وأجزاء من آسيا.

## نقد
غالبا ما يستخدم مصطلح النقل الأخضر كأسلوب تسويق (greenwash) للمنتجات التي لم يثبت لها تقديم مساهمة إيجابية لتحقيق الاستدامة البيئية. ويمكن الطعن قانونيا في مثل هذه المطالبات. على سبيل المثال قد استهدف أمين المظالم في النرويج الشركات المصنعة للسيارات الذين يدعون أن سياراتهم هي «خضراء» و «نظيفة» أو «الصديقة للبيئة».ستواجه هذه الشركات المصنعة خطر دفع الغرامات إذا ما فشلت في إسقاط الكلمات.
تصف اللجنة الأسترالية المنافسة والمستهلكة (ACCC) المطالبات الخضراء على المنتجات والمستهلكين، لتقديم مجموعة واسعة من المعاني لهذه المطالبة ، التي تخاطر بالتضليل بهم. وفي عام 2008 اجبرت ACCC تاجر سيارات بالتوقف عن التسويق الأخضر لسيارات ساب، والذي عثر عليه من قبل المحكمة الاتحادية الأسترالية كمخادعة.

## أدوات النقل المستدام
وقد أطلقت المديرية العامة للنقل والطاقة في الاتحاد الأوروبي (DG-TREN) البرنامج الذي يركز في الغالب على النقل الحضري. وتتمثل قياساتها الرئيسية ب:
- 'نمط حياة باستخدم السيارة بشكل قليل '
- o	تجمع السيارات
- o	مشاركة السيارات
- o	استراتيجيات الخروج رخصة السيارة / سائق
- o	ركوب الدراجات
- o	مشاركة الدراجات

| 'تدابير لينة - o خطة السفر - o باص المدرسة الذي يمشي - o مزج السفر - o خطة السفر الشخصية - • إدارة التنقل - • الطلب على التنقل - • الإدارة - o تنمية العبور الموجه - o المشي - o تخطيط المدن الجديد والمشي الجديد - o أدوات TDM - • 'نقل البضائع المستدام' - o المركبات النظيفة / أسطول نظيفة - o النقل المتعدد الوسائط للشحن - o ميناء جاف - o إدارة الأسطول - o تخطيط الطريق - o نظام إدارة النقل الوقود النظيف والمركبات * - o السيارات الهجين - o وقود الديزل الحيوي - o الغاز الحيوي / CNG - o السيارات الكهربائية - o غاز البترول المسال - o مركبة الهيدروجين - o النقل بطاقة الإنسان - o النقل بطاقة الحيوان 'البنية التحتية للنقل المستدام (الأخضر) - o الطرق الخضراء - o طرق للدرجات - o طرق الباصات - o السكك الحديدية | 'القيود المفروضة على الوصول' - o وصول الإدارة / تنفيذ - o المناطق محدودة الوصولية من قبل السيارات / الشوارع الحية - o مناطق متعددة الوظائف - o إدارة المواقف - o منطقة المشاة - o تهدئة المرور / تخفيض السرعة - o * استراتيجيات التسعير المتكاملة * - o تسعير الازدحام - o التذاكر المتكاملة - o إدارة المواقف • 'نقل الركاب الجماعي' - o النقل العام - o خدمة الباصات - o نقل السكك - o النقل متعدد الوسائط - o استخدام البطاقات - o التسويق - o اصطف واركب - o النقل بناء على الطلب - o أنظمة النقل سهلة الوصول - o حافلة النقل السريع (BRT) - o نوعية وجودة الخدمات - o الأمن، بما في ذلك شرطة المرور العابر معلومات السفر * - o جدول مواعيد الرحلات - o المخطط للرحلات |